# Wladimir Wladimirowitsch Majakowski

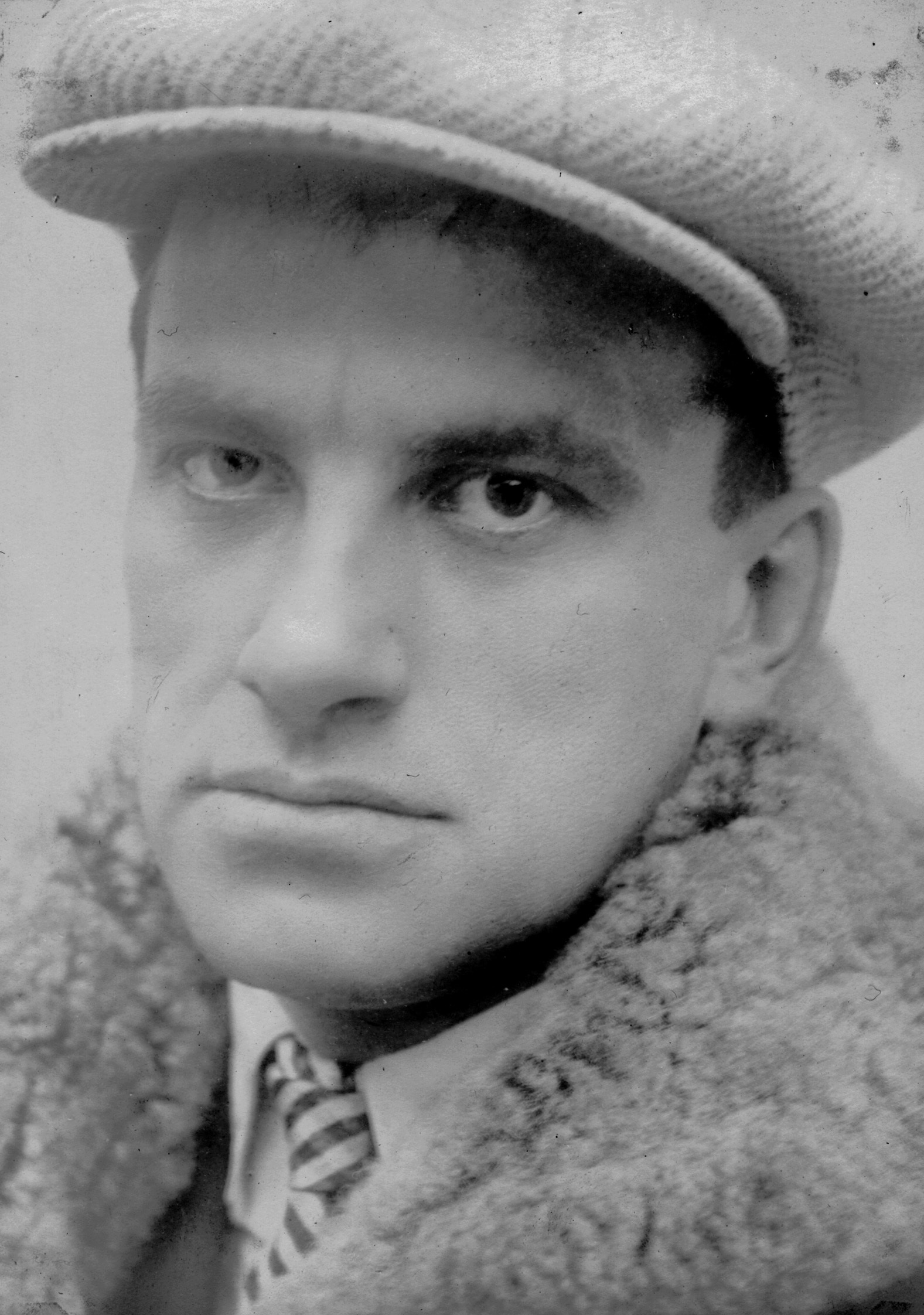
Wladimir Majakowski

Wladimir Wladimirowitsch Majakowski (russisch Владимир Владимирович Маяковский, wiss. Transliteration Vladimir Vladimirovič Maâkovskij; * 7.jul. / 19. Juli 1893greg. in Bagdadi, Gouvernement Kutaissi, Russisches Kaiserreich, heute Georgien; † 14. April 1930 in Moskau) war ein sowjetischer Dichter und ein  führender Vertreter des russischen Zweigs des Futurismus.

## Leben

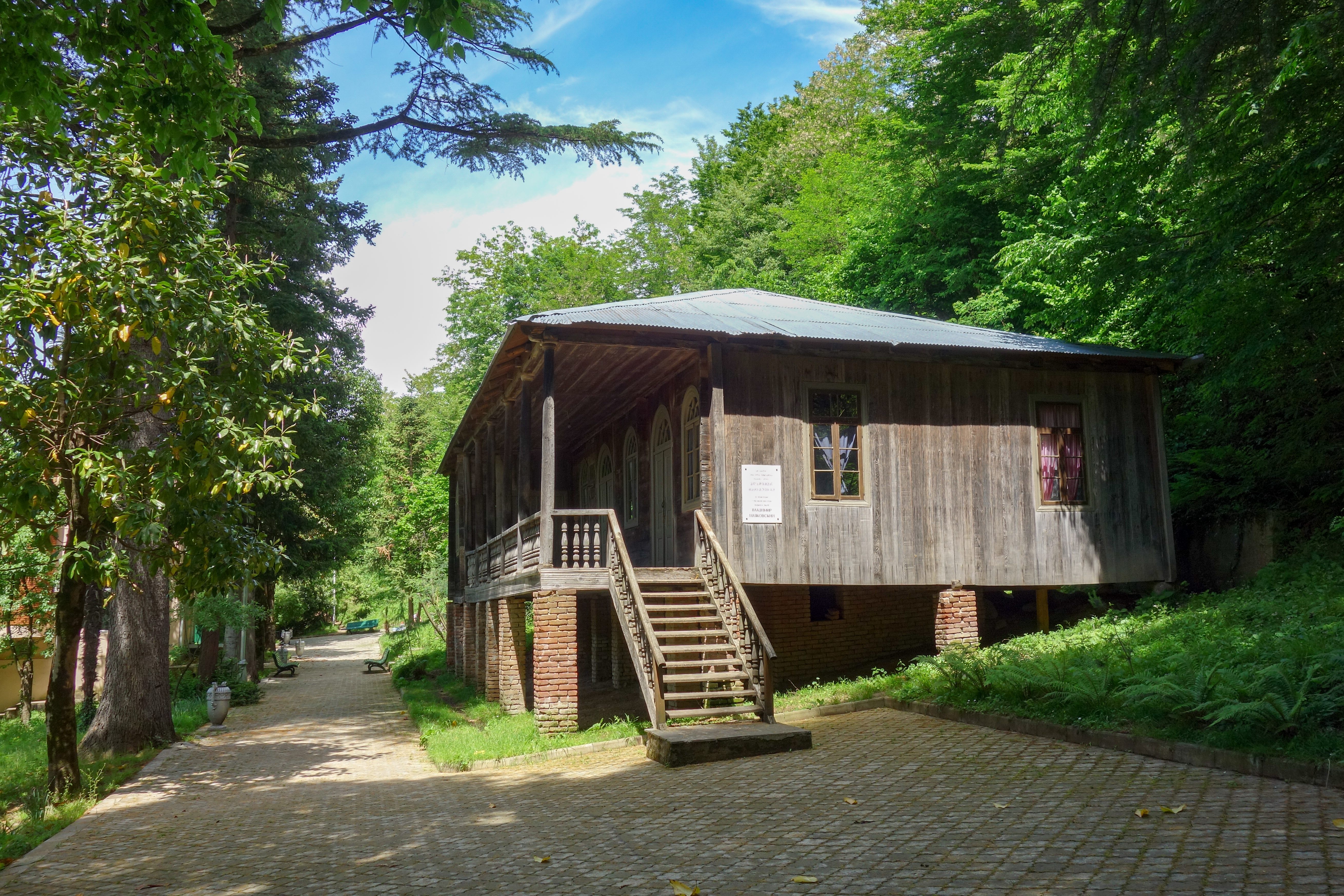
Geburtshaus Majakowskis (2017)

Majakowski war das dritte Kind und der einzige Sohn eines Försters im georgischen Baghdati. Der Vater und die Mutter stammten von Kosaken ab. Bereits in jungem Alter nahm Majakowski in Kutaissi, wo er vier Jahre das Gymnasium besuchte, an Demonstrationen teil und las politische Literatur. Nach dem plötzlichen Tod seines Vaters durch eine Blutinfektion zog die Familie im Juli 1906 nach Moskau, wo Majakowski das Gymnasium Nr. 5 besuchte. Der Junge entfaltete dort eine Leidenschaft für marxistische Literatur, beteiligte sich an Aktionen der Bolschewiki und trat der Sozialdemokratischen Arbeiterpartei Russlands bei. 1908 wurde er aus dem Gymnasium ausgeschlossen, weil seine Mutter das Schulgeld nicht mehr aufbringen konnte. Majakowski wurde in den Jahren 1908/09 aufgrund seiner revolutionären „Aufsässigkeit“ drei Mal verhaftet und entging strengeren Strafen wie einer Deportation nur aufgrund seiner Minderjährigkeit. Im Butyrka-Gefängnis, einer berüchtigten Durchgangsanstalt, schrieb er 1909 seine ersten Gedichte, die allerdings von Aufsehern konfisziert wurden.
Nach der Entlassung aus der Haft arbeitete Majakowski weiterhin in der revolutionären Bewegung. Er fasste den Entschluss, sich intensiv der Malerei zu widmen, und begann 1911 ein Studium an der Moskauer Kunstfachschule. Dort traf er unter seinen Mitschülern auf Dawid Burljuk, der sein dichterisches Talent erkannte. Er schloss sich der futuristischen Hyläa-Gruppe (Гилея) um Burljuk und Welimir Chlebnikow an und veröffentlichte im Dezember 1912 im futuristischen Almanach Eine Ohrfeige für den öffentlichen Geschmack (Пощечина общественному вкусу) seine ersten Gedichte Nacht (Ночь) und Morgen (Утро). Zusammen mit Burljuk schloss man ihn 1914 wegen seiner politischen Aktivitäten aus der Kunstakademie aus.
Majakowski unterzeichnete mit Burljuk, Chlebnikow und weiteren Studenten futuristische Manifeste, die sich gegen die alte Kunst und die klassischen Traditionen wandten und darauf hinarbeiteten, eine neue Literatur und dichterische Sprache zu schaffen.

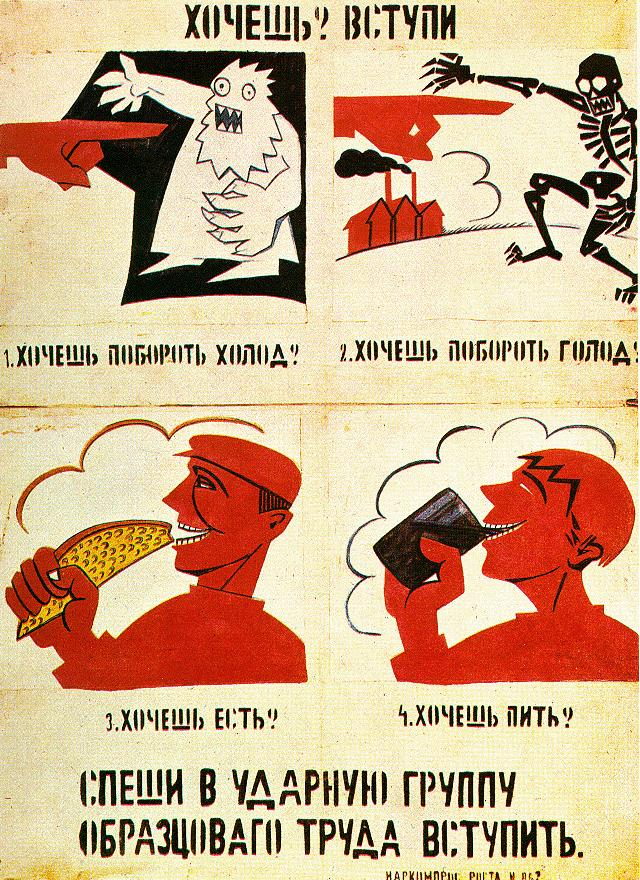
Agitprop-Plakatentwurf von Majakowski (ROSTA-Fenster 1921): Willst Du? Tritt ein! 1. Willst Du die Kälte bezwingen? 2. Willst Du den Hunger bezwingen? 3. Willst Du essen? 4. Willst Du trinken? Beeile Dich, tritt ein in die Stoßbrigade (Udarnik) der Musterarbeiter.

Die Lyrik Majakowskis wurde gegen das bestehende System zunehmend sprachlich aggressiv. Schon 1913 schrieb er die Tragödie Wladimir Majakowski und 1914/15 das Poem Wolke in Hosen (Облако в штанах), das aus der Begegnung mit Marija Denissowa im März 1914 in Odessa resultierte. Seine Themen sind Liebe, Revolution, Religion und Kunst:
| Euer Traum im Hirn ist verweichlicht bereits, wie ein fetter Lakai auf dem speckigen Sofa, bis ich ihn erst einmal mit dem blutigen Fetzen des Herzens gereizt und mich sattgelacht, arrogant und bissig. In meiner Seele fand sich von grauen Haaren kein Schimmer, keine Greisenzärtlichkeit fand sich! Da schreit’ ich: Es donnert die kraftvolle Stimme. Und ich bin schön und bin zweiundzwanzig | Вашу мысль мечтающую на размягченном мозгу, как выжиревший лакей на засаленной кушетке, буду дразнить об окровавленный сердца лоскут: досыта изъиздеваюсь, нахальный и едкий. У меня в душе ни одного седого волоса, и старческой нежности нет в ней! Мир огромив мощью голоса, иду – красивый, двадцатидвухлетний. |

(aus dem Prolog von Wölkchen in Hosen, Übersetzung von Alexander Nitzberg)
Nach dem Beginn des Ersten Weltkrieges wurde er als Freiwilliger zurückgewiesen. Er arbeitete daraufhin von 1915 bis 1917 in einer Petrograder Fahrschule. Beim Ausbruch der Revolution rezitierte er in Flottentheatern vor Matrosen Gedichte wie Linker Marsch. Den Matrosen (Левый марш (Матросам), 1918). Er zog wieder nach Moskau, textete, entwarf satirisch-agitierende Plakate für die Russische Nachrichtenagentur ROSTA (so genannte Rosta-Fenster) und gab 1919 seine erste Gedichtsammlung Gesammelte Werke 1909–1919 (Всё сочинённое Владимиром Маяковским.) heraus. Seine Popularität in der jungen Sowjetunion wuchs; er war Mitglied in der Linken Künstlerfront (1922–1928) und nannte seine Arbeit kommunistischen Futurismus (комфут). Das Drama Mysterium buffo (Мистерия-буфф), in dem er eine „heroisch-episch-satirische Darstellung unserer Epoche“ geben wollte, galt beim bürgerlichen Publikum wegen seines Messias als gotteslästerlich. Das proletarische Publikum hatte Probleme mit der modernen futuristischen Struktur des Stückes.
Majakowski unterstrich sowohl in seiner Korrespondenz als auch in seinem dichterischen Werk, wie sehr er den Revolutionsführer Lenin verehrte, so in dem Gedicht Unsere Jugend («Нашему юношеству», 1927):
Ja, war ich ein Neger,

vom Alter schon krumm,

nicht schont ich

die müden Knochen

– und lernte Russisch,

einzig darum,

weil Lenin russisch gesprochen.
Diese Zeilen von Majakowski waren sowohl in der Sowjetunion als auch in der DDR sehr bekannt. Anlässlich dessen Todes verfasste er das Poem Wladimir Iljitsch Lenin (1924). Lenin selbst hatte das Werk des Futuristen nicht sehr geschätzt. Bei einem Auftritt in einer Moskauer Hochschule riet er den Studenten, stattdessen die Werke Alexander Puschkins zu lesen. Doch konnten Lenins Frau Nadeschda Krupskaja und der Volkskommissar für Kultur Anatoli Lunatscharski den Regierungschef davon überzeugen, dass Majakowski die jungen Intellektuellen anspreche und deshalb auch als Agitator nützlich sei.
Mehrere Reisen ins Ausland – nach Lettland, Frankreich, Deutschland, auch in die USA – beeinflussten Arbeiten wie Wie arbeitet eine demokratische Republik? (Как работает республика демократическая? – 1922) und Paris. Unterhaltungen mit dem Eiffelturm (Париж - Разговорчики с Эйфелевой башней, 1923) sowie Meine Entdeckung Amerikas (Мое открытие Америки, 1925). Parallel dazu reiste er auch innerhalb der Sowjetunion viel und las seine Gedichte vor den unterschiedlichsten Hörerschaften; dabei erfuhr er nicht nur Verständnis und Anerkennung.
Zu Lilja Brik, der Ehefrau seines Freundes und Ko-Autors Ossip Brik, unterhielt er eine intensive Beziehung. 1922/23 unternahm das Ehepaar Brik gemeinsam mit Majakowski eine Reise nach Deutschland, sie verbrachten mehrere Wochen in Berlin und besuchten Wassily Kandinsky am Bauhaus in Weimar. Es folgten fünf weitere Reisen nach Berlin, bei denen Majakowski stets im „Kurfürstenhotel“ auf der Kurfürstenstraße abstieg und im Kaufhaus des Westens Einkäufe tätigte. Nach den Berichten von Zeitzeugen hatte Lilja Brik im Auftrag der Geheimpolizei GPU darauf zu achten, dass Majakowski sich von Schriftstellern der russischen Emigration und der in Berlin erscheinenden russischen Exilpresse fernhielt. Majakowski selbst unterhielt freundschaftliche Beziehungen zu dem GPU-Offizier Jakow Agranow, der für die Überwachung der Schriftsteller zuständig war.
Die angebliche Dreiecksbeziehung zwischen Lilja Brik, ihrem Mann Ossip Brik sowie Majakowski wurde Gegenstand zahlreicher Spekulationen. Lilja Brik selbst hielt in ihren Aufzeichnungen fest, dass sie schon mehr als ein Jahr keinerlei intime Beziehungen mit ihrem Mann Ossip Brik gehabt habe, als ihr Verhältnis mit Majakowski begann. In ihren letzten Jahren äußerte sie sich wiederholt, sie habe nur Majakowski geliebt.
Auf seiner Vortragsreise in die USA 1925 hatte Majakowski die US-Bürgerin Elli Jones kennengelernt; seine Tochter, die aus dieser kurzen Beziehung hervorging, sah er erst 1929 in Südfrankreich. Bei seinen Reisen nach Frankreich hatte Elsa Triolet, die Schwester Lilja Briks und Frau des kommunistischen Schriftstellers Louis Aragon, im Auftrag der GPU dafür Sorge zu tragen, dass er in die Sowjetunion zurückkehrte. In den späten 1920er Jahren galt seine Liebe Tatjana Jakowlewa, der er u. a. Brief an Tatjana Jakowlewa (Письмо Татьяне Яковлевой, 1928) widmete.
Sein Aktivismus als propagandistischer Agitator fand bei Zeitgenossen und auch bei engen Freunden wie Boris Pasternak (der sich 1913 noch grenzenlos für ihn begeisterte) wenig Entgegenkommen, manchmal Missbilligung. Gegen Ende der Zwanziger Jahre kritisierte auch Majakowski die Entwicklungen in der sowjetischen Gesellschaft, vor allem die zunehmende Bürokratie. Das bezeugt sein satirisches Drama Die Wanze (Клоп, 1929).
Anfang 1930 wurde das satirische Stück „Das Schwitzbad“ in Leningrad uraufgeführt. Der Erfinder Tschudakow baut eine Zeitmaschine, wird aber von Genossen Popedonossikow und dem Sekretär Optimistenko sabotiert. Die Bürokratie des Sowjetstaates wird einer Zukunft in der zweiten Hälfte des 20. Jahrhunderts gegenübergestellt.
Krankheit und Enttäuschung im Privaten, Kritik und Druck von Seiten der Literaturfunktionäre prägten Majakowskis letzte Monate. Am 14. April 1930 starb er im Alter von 36 Jahren, er schoss sich mit einer Pistole ins Herz. In einem zurückgelassenen Brief von ihm heißt es:

„Wie man so sagt, der Fall ist erledigt; das Boot meiner Liebe am Alltag zerschlug. Bin quitt mit dem Leben. Gebt niemandem die Schuld, dass ich sterbe, und bitte kein Gerede. Der Verstorbene hat das ganz und gar nicht gemocht.“

Der offiziellen Beerdigungskommission stand der Geschäftsführer der sowjetischen Staatsverlage vor, Artemi Chalatow, der Majakowski kurz zuvor noch der Zensur unterworfen hatte.

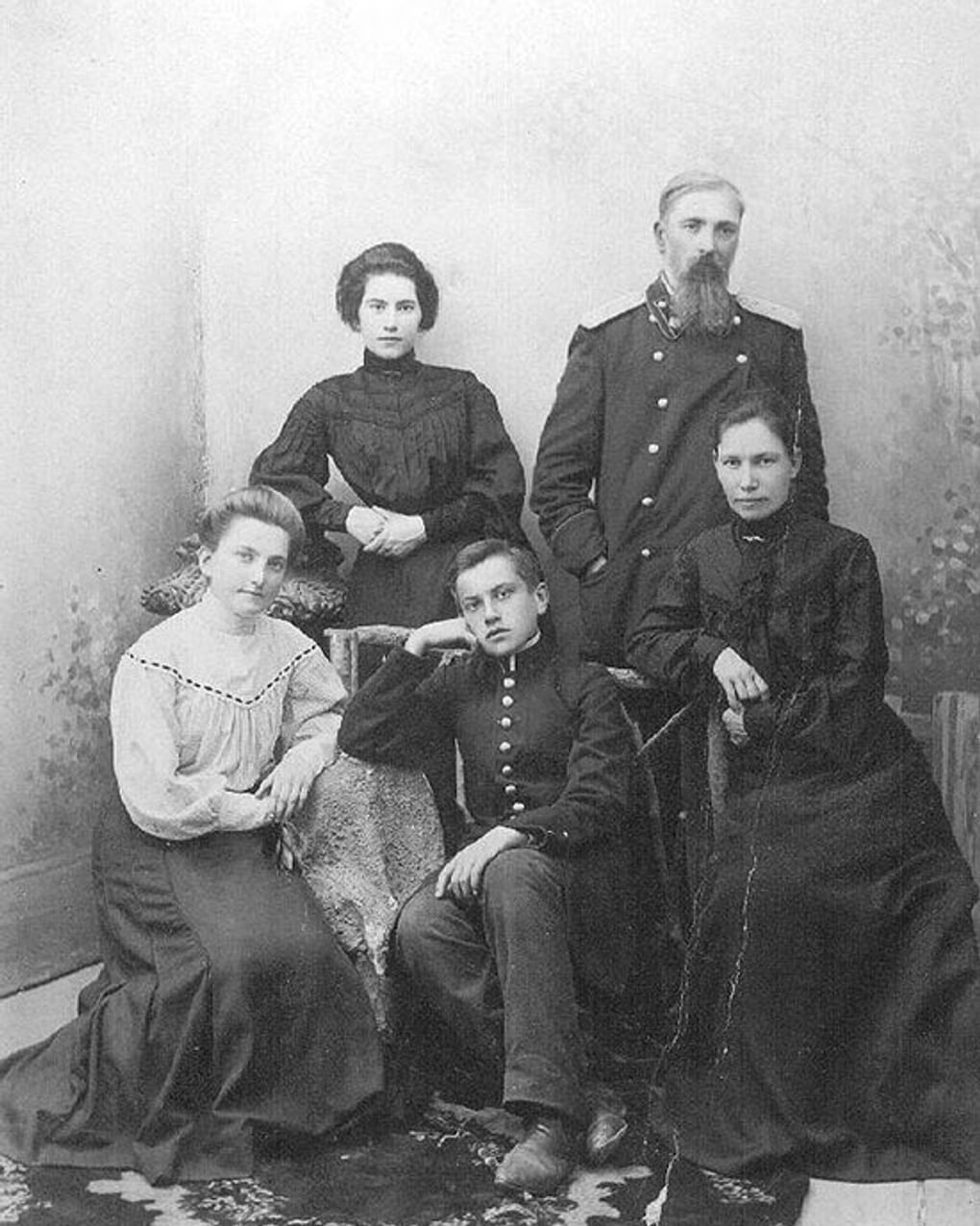
Familie Majakowski, Kutaissi 1905
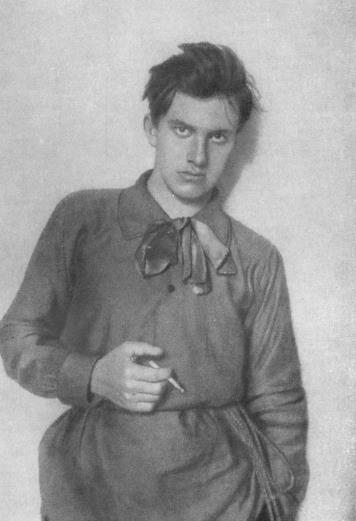
Majakowski, 1910
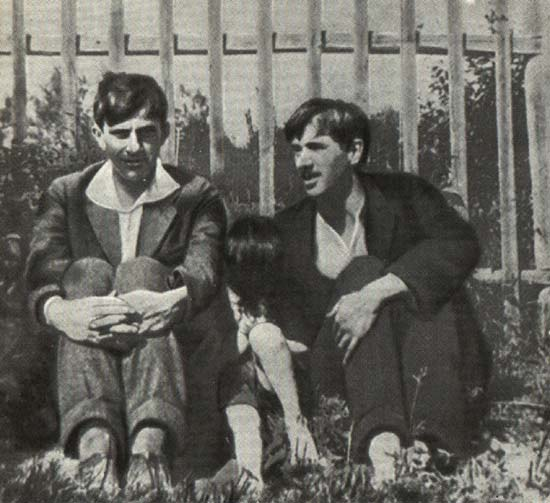
Majakowski und K. Tschukowskij mit Sohn Boris, Kuokkala, 1915

## Nachleben

Das Majakowskimuseum in Moskau

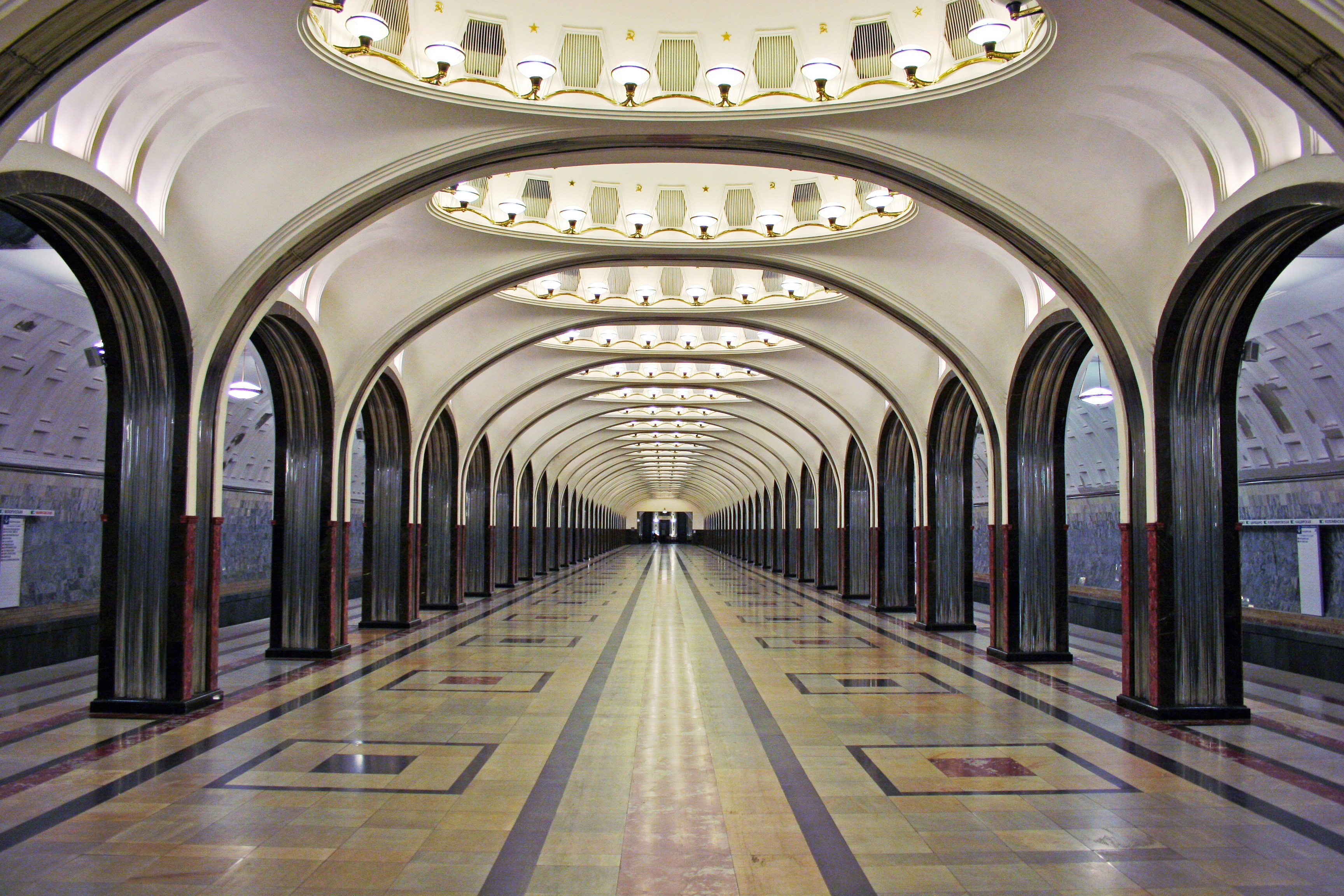
Die Majakowskaja Metrostation in Moskau

Nach Majakowskis Tod strichen Literaturfunktionäre seine Werke zunächst von den Listen der geplanten Neuveröffentlichungen und Neuauflagen. Als Lilja Brik davon erfuhr, bat sie in einem Brief an Stalin um die Rehabilitierung ihres früheren Geliebten. Stalin ließ den Brief an die Führung der Geheimpolizei GPU weiterleiten. An den Rand hatte er zuvor geschrieben: „Majakowski ist und bleibt der begabteste Dichter unseres sowjetischen Zeitalters.“
1940 wurde der Geburtsort des Dichters in Georgien in Majakowski umbenannt (der Ort wurde 1990 allerdings wieder rückbenannt).
In Majakowskis Wohnhaus, in dem er von 1913 bis zu seinem Tode gelebt hatte, wurde das Majakowski-Museum eingerichtet. Es befindet sich direkt hinter der Lubjanka, dem Hauptgebäude des NKWD und des späteren KGB, in der Lubjanski Proesd 3/6. Das Innere des Gebäudes wurde bis auf einen Raum, in dem Majakowski lebte und der mit einigen persönlichen Gegenständen ausgestattet ist, komplett entkernt und im futuristischen Stil umgebaut. Der Besucher bewegt sich über Rampen zwischen den Mauern umher. Gezeigt werden u. a. ROSTA-Fenster, Zeitungsausschnitte, Fotografien, Bühnenbilder und Plakate.
Eine weitere Referenz an den Dichter ist die Moskauer Metrostation Majakowskaja, die 2005 nach umfangreichen Renovierungsarbeiten neueröffnet wurde. Umfassende Deckenmosaike im Nordausgang sind von Zitaten Majakowskis durchsetzt und zeigen futuristische Grafik. Eine aufwändige Ausstattung aus Marmor und Metallelementen zitiert auch architektonisch den russischen Futurismus. Auch in Sankt Petersburg gibt es eine Metrostation Majakowskaja.
Majakowskis Datsche am Stadtrand von Puschkino, die er als Belohnung erhalten hatte und in der er in den 1920er Jahren die Sommermonate verbrachte, wird heute als unabhängiges Kulturzentrum genutzt. Das Originalgebäude brannte zwar 1990 ab, es wurde jedoch vom Krankenhauspfarrer Andrej Dudarew, der Majakowskis gegen Autoritäten gerichteten Geist schätzt, mit Freunden wieder aufgebaut. Vor dem Gebäude befindet sich ein Standbild Majakowskis.
Darüber hinaus bestehen mehrere Majakowski-Theater. Der ehemalige ostpreußische Ort Nemmersdorf wurde 1947 in Majakowskoje umbenannt. Der Asteroid des äußeren Hauptgürtels (2931) Mayakovsky ist nach ihm benannt.
Im Villenviertel des Berliner Stadtteils Pankow wurde 1950 eine Straße Majakowskiring genannt. Nach Majakowski benannte Straßen gibt es unter anderem noch in Chemnitz, Gera, Leipzig, Rostock und Stralsund.

## Darstellung Majakowskis in der bildenden Kunst
- Alexander A. Deineka: Majakowski (1941, Öl, 203 × 143 cm)[15]
- Nikolai W. Tomski: Wladimir Majakowski (Porträtbüste, 1958, Bronze)[16]

## Werke (Auswahl)

### Lyrik
- Nacht, Gedicht (Ночь, 1912)
- Morgen, Gedicht (Утро, 1912)
- Wolke in Hosen, Poem (Облако в штанах, 1915)
- Die Wirbelsäulenflöte, Poem (Флейта-позвоночник, 1916)
- Der Mensch, Poem (Человек, 1918)
- Linker Marsch. Den Matrosen (Левый марш (Матросам), 1918)
- Die Sowjetische Fibel (Советская азбука, 1919)
- 150.000.000, Gedicht (1921)
- Die auf Sitzungen Versessenen (1922)
- Ich liebe, Poem (Люблю, 1922)
- Wie arbeitet eine demokratische Republik (Как работает республика демократическая?, 1922)
- Paris. Unterhaltungen mit dem Eiffelturm (Париж (Разговорчики с Эйфелевой башней), 1923)
- Den Arbeitern von Kursk, die das erste Erz förderten … (Рабочим Курска, добывшим первую руду..., 1923)
- Meine Entdeckung Amerikas (Мое открытие Америки, 1925)
- Darüber, Poem (Про это, 1923)
- Wladimir Iljitsch Lenin, Poem (Владимир Ильич Ленин, 1925)
- Leitfaden für angehende Speichellecker (1927)
- Gut und schön. Ein Oktoberpoem, Poem (Хорошо!, 1927)
- Unserer Jugend, (Нашему юношеству, 1927)
- Brief an Tatjana Jakowlewa, Gedicht (Письмо Татьяне Яковлевой, 1928)
- Verse vom Sowjetpass, Gedicht (1929)

### Dramatik
- Wladimir Majakowski Tragödie (Владимир Маяковский, 1913)
- Mysterium buffo (Мистерия Буфф, 1918/1921)
- Die Wanze, Komödie (Клоп 1929)
- Das Schwitzbad (Баня, 1930)

### Aufsätze
- Das heutige Berlin (1923)
- Das revolutionäre Plakat (1923)
- Kann man Satiriker werden? (1923)
- Wie macht man Verse? (Как делать стихи?, 1926)
- Ich selbst. Eine Autobiografie. In: Sinn und Form 1/1949, S. 52–69

### Deutschsprachige Ausgaben
- Wladimir Majakowski. Ausgewählte Werke in fünf Bänden. Übersetzt von Hugo Huppert, herausgegeben von Leonhard Kossuth. Verlag Volk und Welt, Berlin 1966–1973. (in zehn Bänden bei Suhrkamp, Frankfurt am Main 1980)
- Liebesbriefe an Lilja, dtv Verlag, München 1965 (deutsche Erstveröffentlichung).
- Poesiealbum 2, Verlag Neues Leben, Berlin 1967.
- Hören Sie zu! Auswahl aus dem Gesamtwerk. Nachgedichtet und übersetzt von Hugo Huppert. Verlag Volk und Welt, Berlin 1976. (EVP 13,40)
- Wladimir Majakowski: Der fliegende Proletarier. Übersetzt von Boris Preckwitz, illustriert von Jakob Hinrichs. Verlagshaus J. Frank | Berlin, 2014 (deutsche Erstveröffentlichung).